# Politique en Croatie
La politique en Croatie s'inscrit dans un modèle d'État d'une république démocratique parlementaire depuis 1991, année où la Croatie obtient son indépendance de la Yougoslavie. 
Le Premier ministre de la République de Croatie est à la tête du gouvernement. Le pouvoir exécutif est attribué au gouvernement et le pouvoir législatif à la Diète. Le pouvoir judiciaire est indépendant des pouvoirs exécutif et législatif.

## De la Seconde Guerre mondiale à aujourd’hui
La Croatie était auparavant l’une des six républiques de la Yougoslavie avec la Slovénie, la Bosnie-Herzégovine, le Monténégro, la Serbie et la Macédoine. À partir de 1945, la Yougoslavie est devenue la République populaire fédérative de Yougoslavie (FNRJ) qui a par la suite pris le nom de République fédérale socialiste de Yougoslavie (SFRY) en 1963. La Croatie a obtenu son indépendance dans le début des années 1990 dans un contexte où les six républiques entraient en guerre civile. Durant toute la période suivant la Seconde Guerre mondiale jusqu’à l’indépendance, il y avait un parti politique qui détenait le monopole en Yougoslavie : le Parti communiste de Yougoslavie (CPY). Il fut dirigé par Josip Broz Tito durant une bonne partie de cette période. Maintenant indépendant, le pays se nomme la République de Croatie (Republika Hrvatska) et les élections se font entre plusieurs partis politiques.

## Constitution
La Croatie a adopté sa Constitution actuelle le 22 décembre 1990.
Celle-ci a fait l'objet de 4 amendements :
- le 15 décembre 1997, des droits supplémentaires sont accordés aux minorités nationales et le verbiage est modifié ;
- le 11 septembre 2000, après le décès de Franjo Tuđman et à la suite de l'élection de Stjepan Mesić, la République de Croatie passe d'un régime semi-présidentiel à un régime parlementaire ;
- le 28 février 2001, la « Chambre des comitats » (Sénat) est supprimée et la république de Croatie passe du bicamérisme au monocamérisme[7],[8];

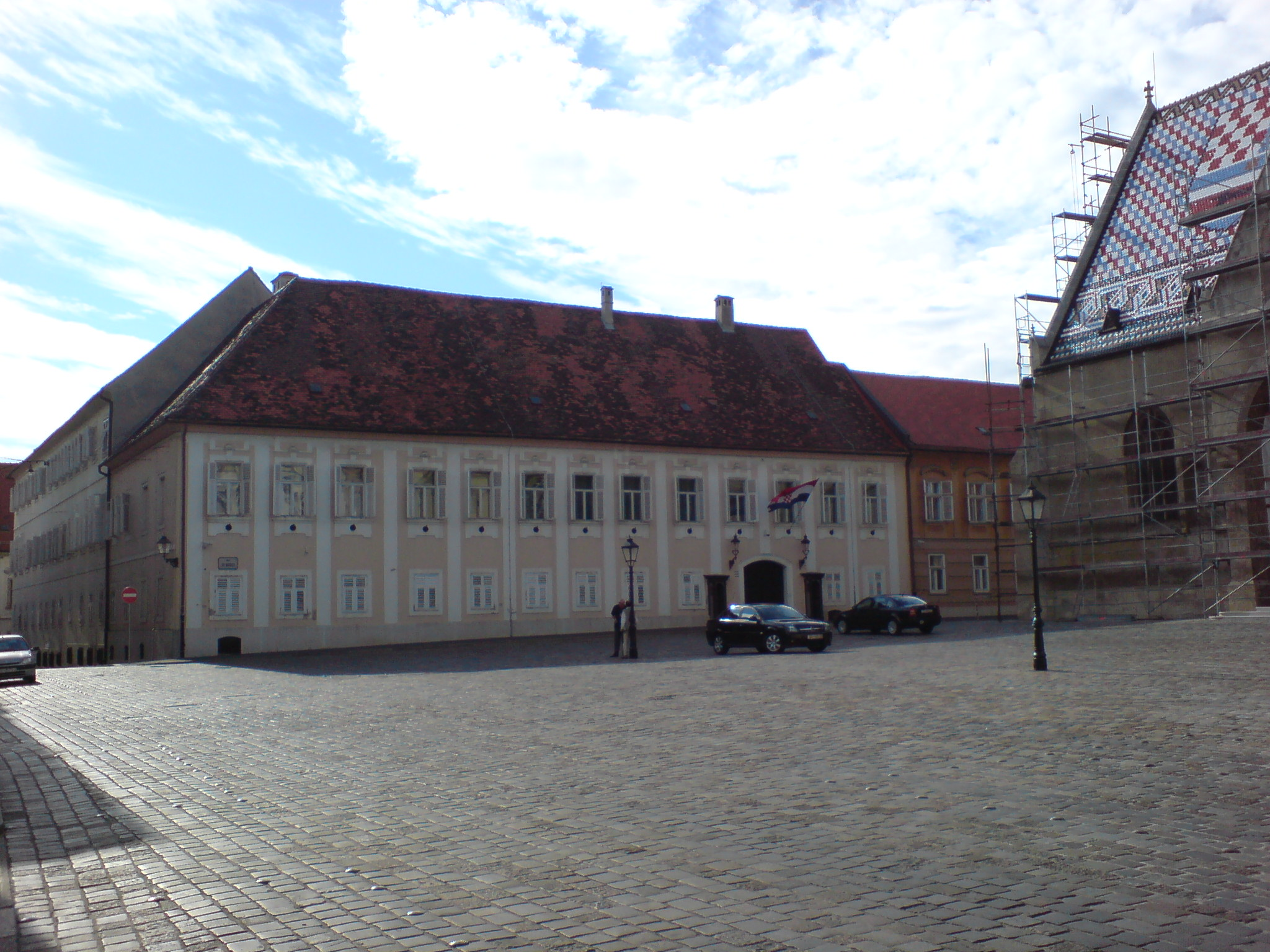
Banski Dvori

- le 15 juin 2001.

## Gouvernement
Le Gouvernement de la République de Croatie (Vlada) est dirigé par le Premier ministre, qui est secondé par des vice-Premiers ministres et des ministres, en nombre variable, chargés de divers secteurs d'activité. Le pouvoir exécutif a la charge de proposer des lois et un budget, de veiller à l'application des lois et de guider la politique intérieure et étrangère de la république.

## Président de la République

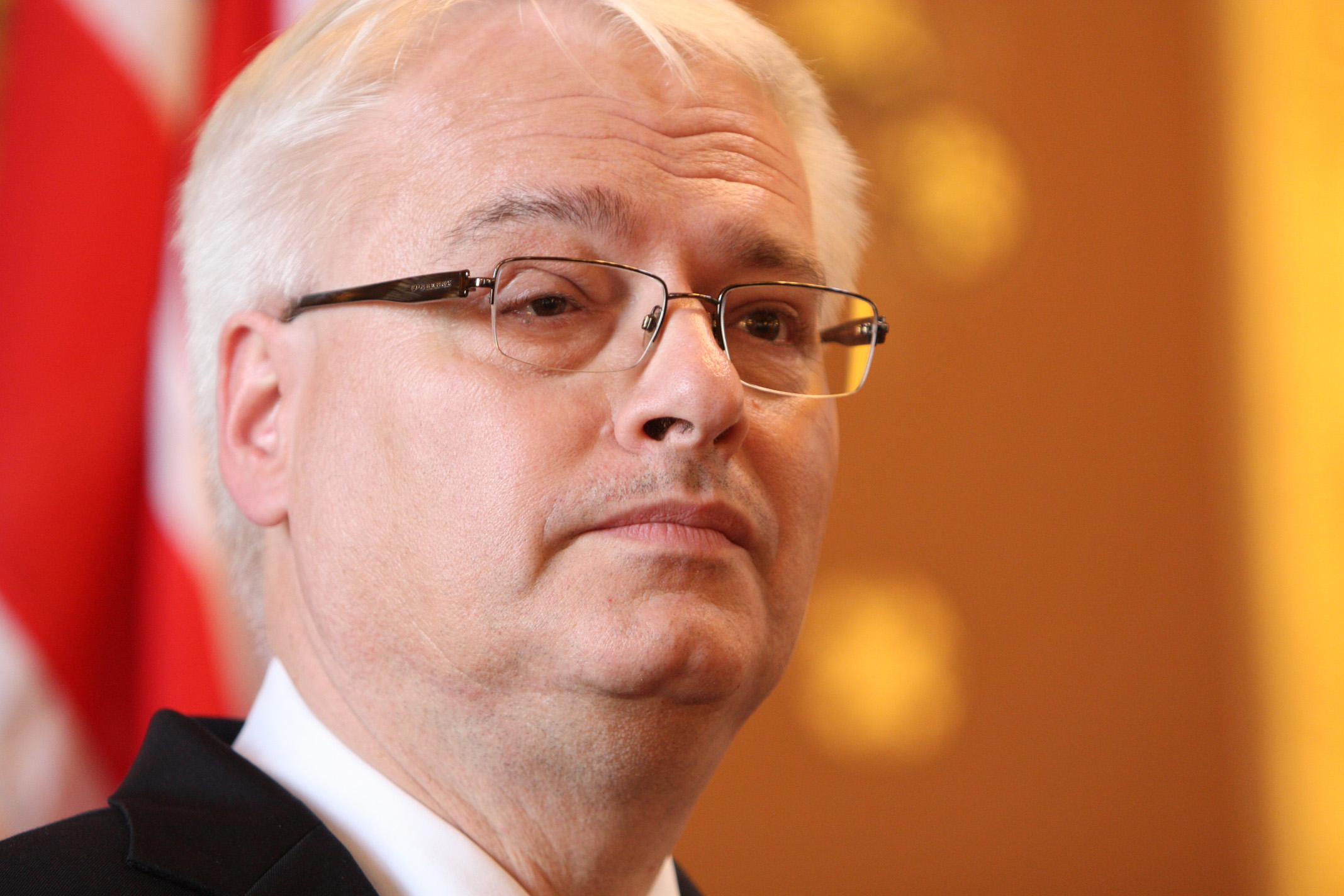
Ivo Josipović, président de la République de 2010 à 2015.

Le président de la république (Predsjednik) est le chef de l'État et il est élu pour cinq ans. En plus d'être le Chef des armées, le président a le devoir de désigner le Premier ministre avec l'accord du Parlement, et il a également une certaine influence sur la politique étrangère.
Le 10 janvier 2010, le député social-démocrate Ivo Josipović est élu président de la République, au second tour de ce scrutin, par 60,3 % des voix contre le maire de centre gauche de Zagreb Milan Bandić. C'est la première fois depuis l'indépendance qu'un social-démocrate accède à la tête de l'État croate.
Le 11 janvier 2015, Kolinda Grabar-Kitarović est élue avec une très courte avance, 50,74 % des voix au second tour des élections présidentielles. C'est la première fois depuis l'indépendance de la Croatie qu'un chef de l'État sortant rate sa réélection, et qu'une femme est élue à ce poste au suffrage universel direct. Elle prend ses fonctions le 18 février 2015.
L'élection présidentielle de 2019-2020 est remportée par Zoran Milanović le 5 janvier 2020 ; il prend ses fonctions le 18 février.

## Parlement
La Diète est composé d'un maximum de 153 représentants élus au suffrage universel pour une durée de quatre ans. Les sessions ordinaires se déroulent du 15 janvier au 15 juillet et du 15 septembre au 15 décembre.

## Relations internationales
La Croatie est membre des Nations unies depuis mai 1992 et du Conseil de l'Europe depuis 1996. En 2003 elle est devenue membre de l'Accord de libre-échange d'Europe centrale. La Croatie est également membre des plus importantes institutions financières internationales (le Fonds monétaire international, la Banque mondiale et la Banque européenne pour la reconstruction et le développement) ainsi que l'Organisation mondiale du commerce (depuis l'an 2000).
Elle est également membre de l'OTAN depuis 2009. La victoire en novembre 2003 des conservateurs et la nomination de Ivo Sanader à la tête du gouvernement marque la seconde alternance au sommet de l'État. Elle a par ailleurs obtenu au Sommet de Ouagadougou en novembre 2004 le statut d'observateur au sein de l'Organisation internationale de la Francophonie, malgré le faible nombre de personnes parlant le français.

### Intégration européenne
La Croatie a posé sa candidature pour l'adhésion à l'Union européenne en 2003 et les négociations d'adhésion ont ouvert le 3 octobre 2005, elle est devenue effective le 9 décembre 2011 avec la signature du traité d'adhésion. Elle en est membre depuis le 1er juillet 2013.
L'arrestation du général Ante Gotovina, recherché comme criminel de guerre par le TPIY, constituait pour l'Union européenne un préalable à l'engagement de négociations d'adhésion avec la Croatie.
Le 8 décembre 2005, repéré par les services de renseignement croates et espagnols dans les îles Canaries (Espagne), le général Gotovina a été arrêté dans le restaurant d’un hôtel de luxe de l'île de Tenerife pour être transféré devant le TPIY.
Le 10 décembre, à Zagreb, quelques centaines de partisans du général Gotovina, considéré comme un héros de guerre, ont protesté contre son arrestation en accusant le Premier ministre croate de trahison, du fait de l’aide du gouvernement dans cette arrestation, alors qu’environ 50 000 manifestants ont été comptés à Split, fief des nationalistes, et que le drapeau européen a été brûlé par des étudiants à Zadar. Selon un sondage près de 80 % de la population croate croit en son innocence et, à Zagreb, des dizaines de milliers de posters à son effigie, flanqués d’un immense « Heroj » (héros) ont été vendus.
À la suite de cette arrestation, le commissaire européen à l'élargissement, Olli Rehn, déclarait qu'« un obstacle majeur a été retiré du chemin de la Croatie ». Finalement, les réactions auraient été plutôt calmes du fait de l'alliance du chef du gouvernement chrétien-démocrate Ivo Sanader avec l'Église catholique croate, qui avait jusqu'alors plutôt soutenu le général Gotovina.

## Place de l'Église catholique
En Croatie, où 90 % des habitants s'affirment catholiques pratiquants, le gouvernement a besoin du soutien de l'Église, et le clergé est largement financé par l'État qui verse la solde des prêtres. [réf. nécessaire]
Le gouvernement d'Ivo Sanader a promis à l'Église catholique, 25 % des actions de la société Croatia osiguranje, principale société d'assurance croate en cours de privatisation — soit quelque 65 millions d'euros — en réparation des biens confisqués à l'Église après la Seconde Guerre mondiale lors de la prise du pouvoir par les communistes.

## Galerie de dirigeants politiques récents
Présidence

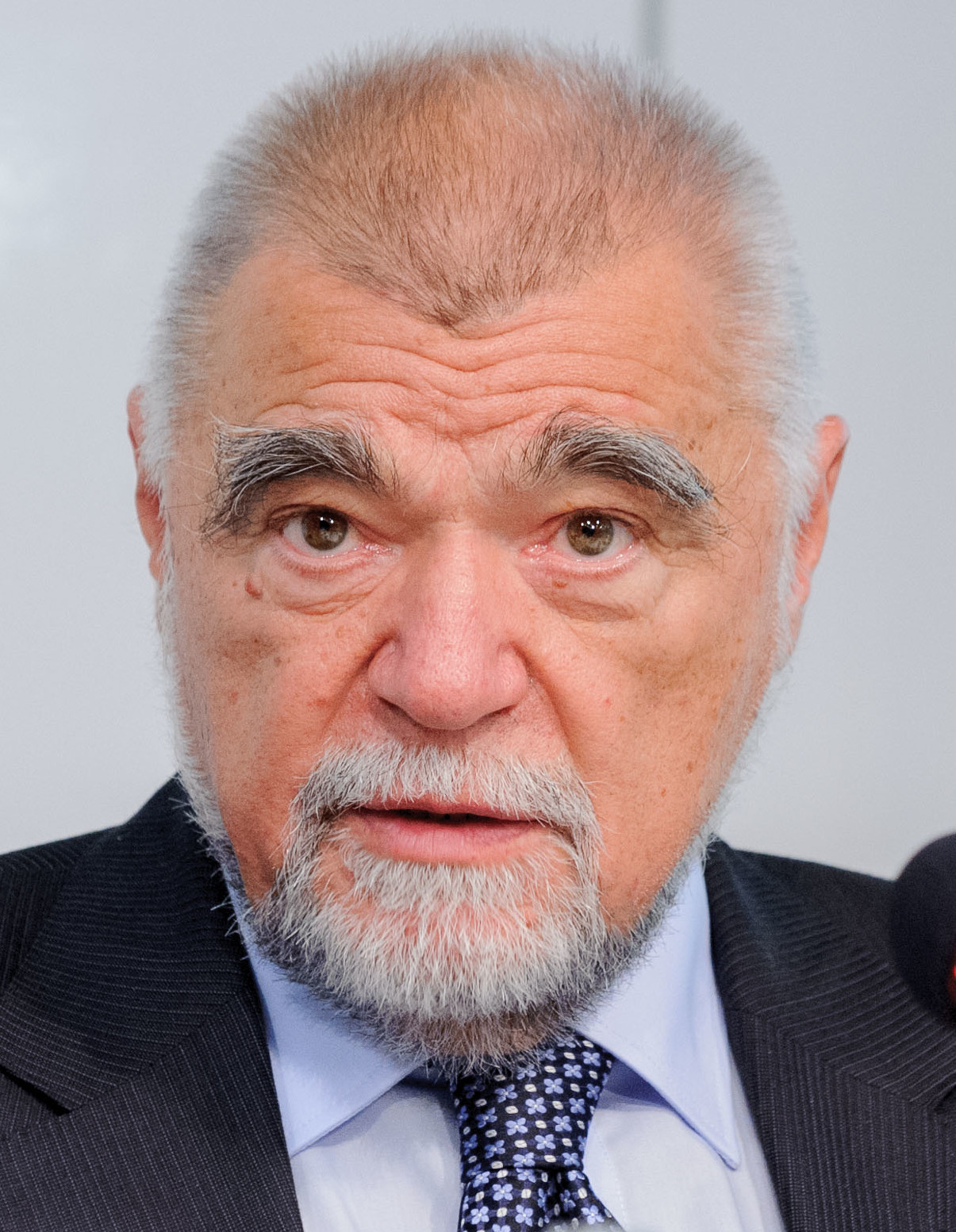
Stjepan Mesić 2000-2010
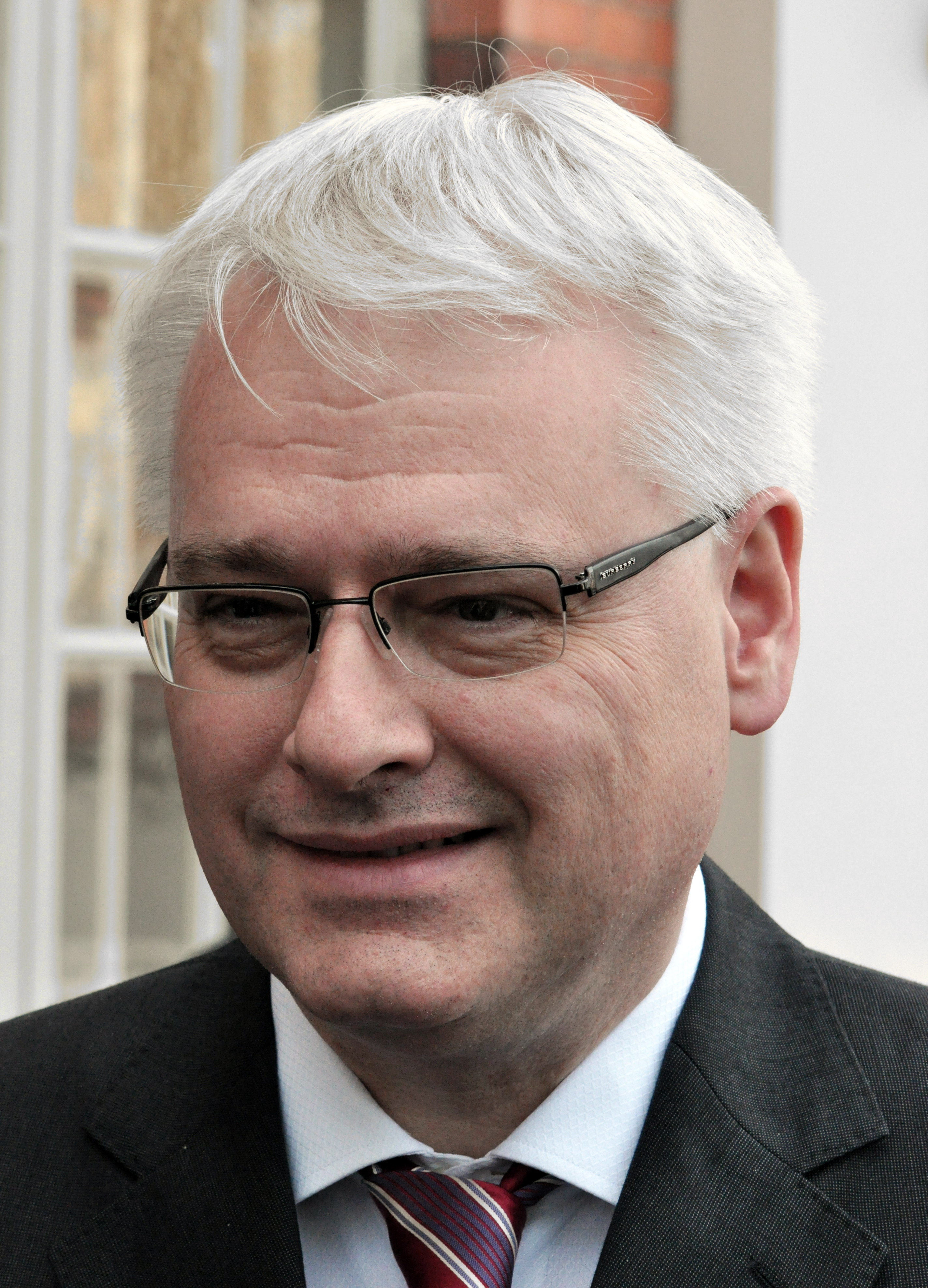
Ivo Josipović 2010-2015
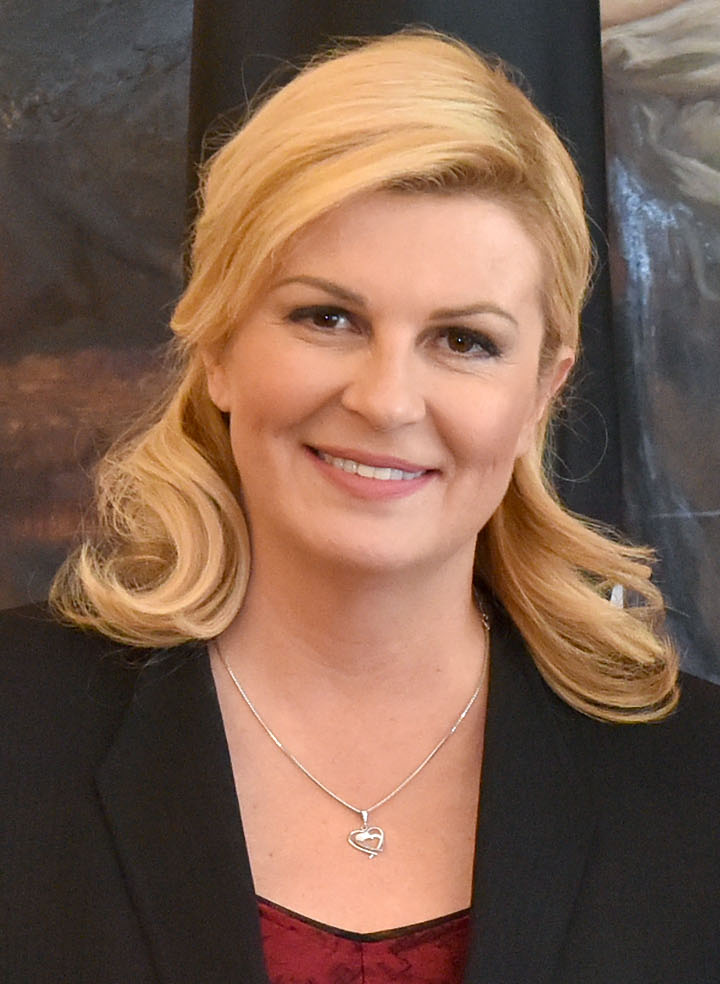
Kolinda Grabar-Kitarović 2015-2020
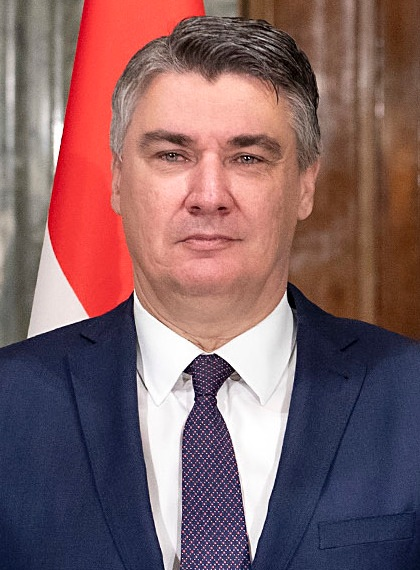
Zoran Milanović 2020-présent

Gouvernement

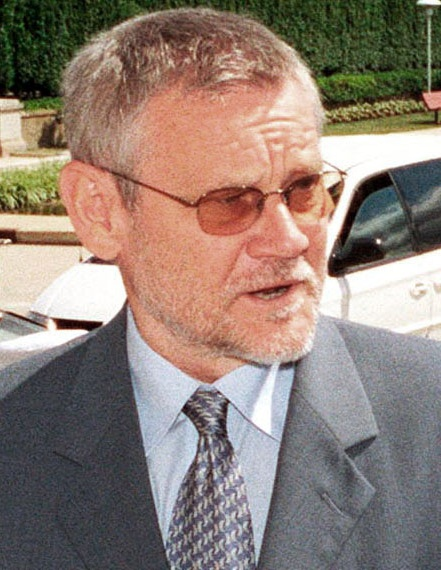
Ivica Račan 2000-2003
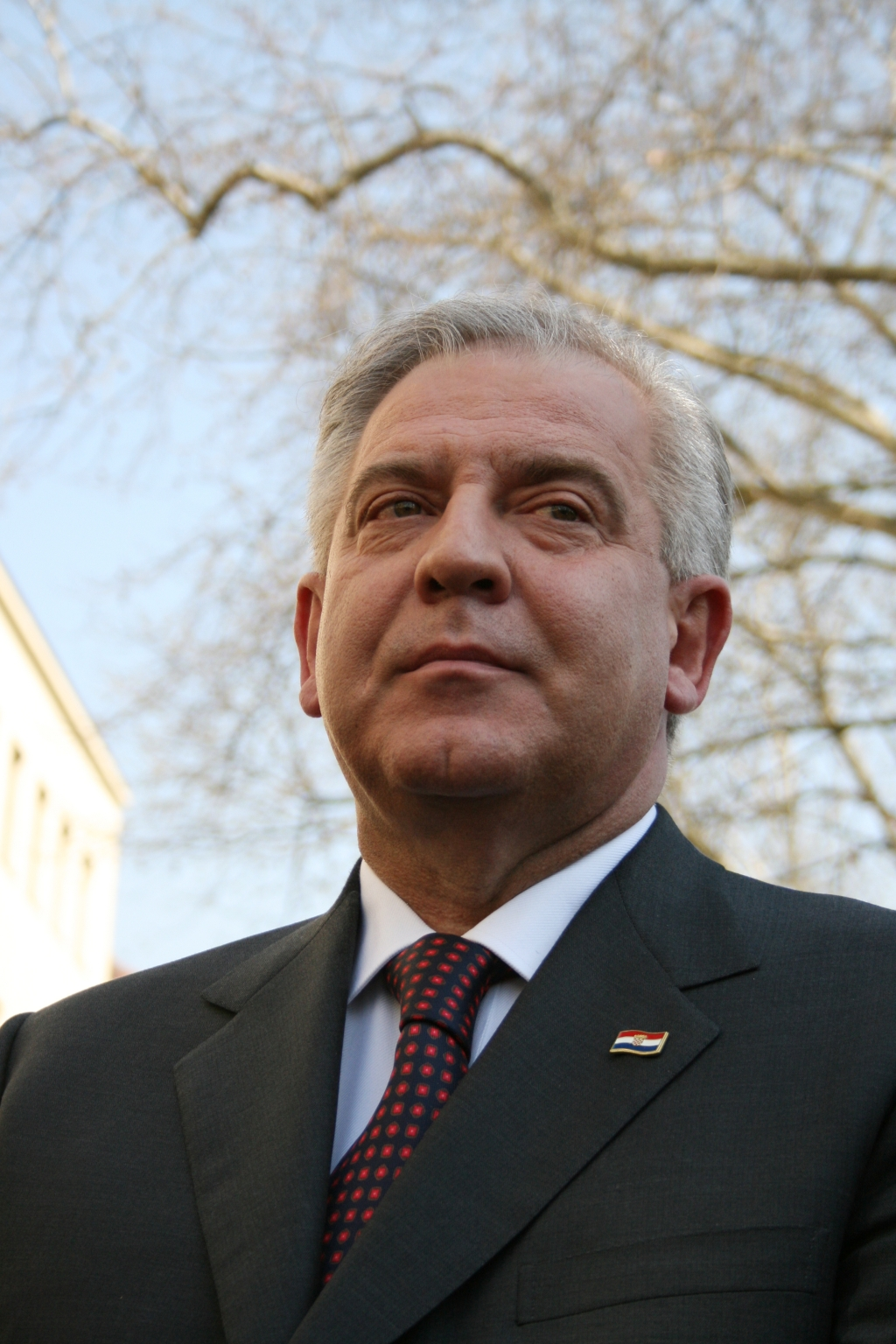
Ivo Sanader 2003-2009
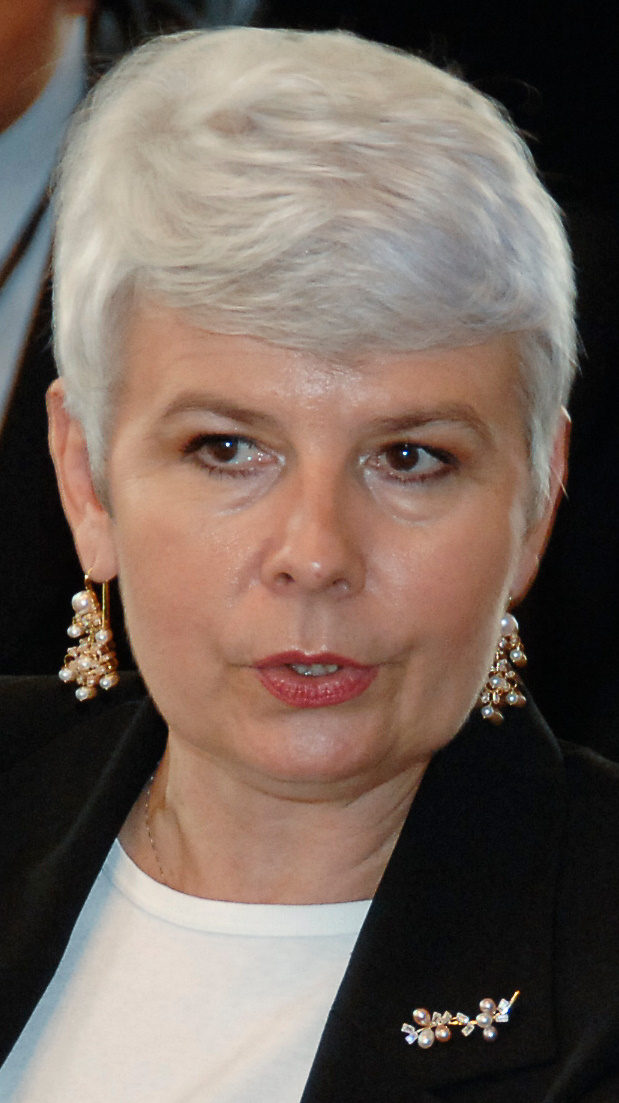
Jadranka Kosor 2009-2011
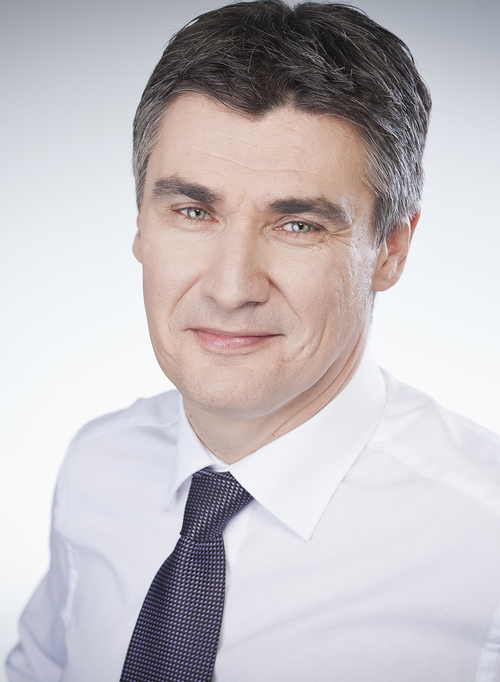
Zoran Milanović 2011-2016
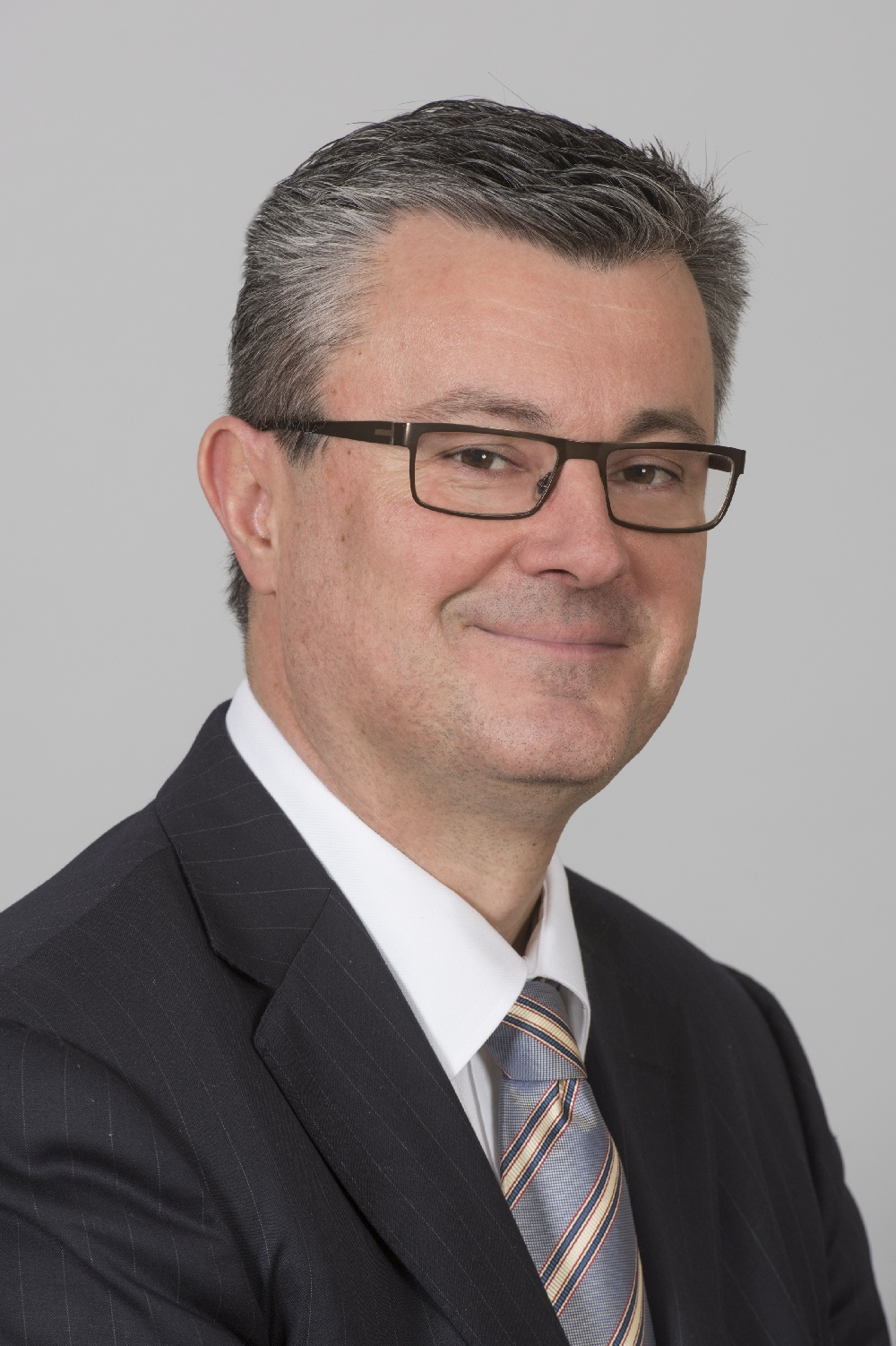
Tihomir Orešković 2016
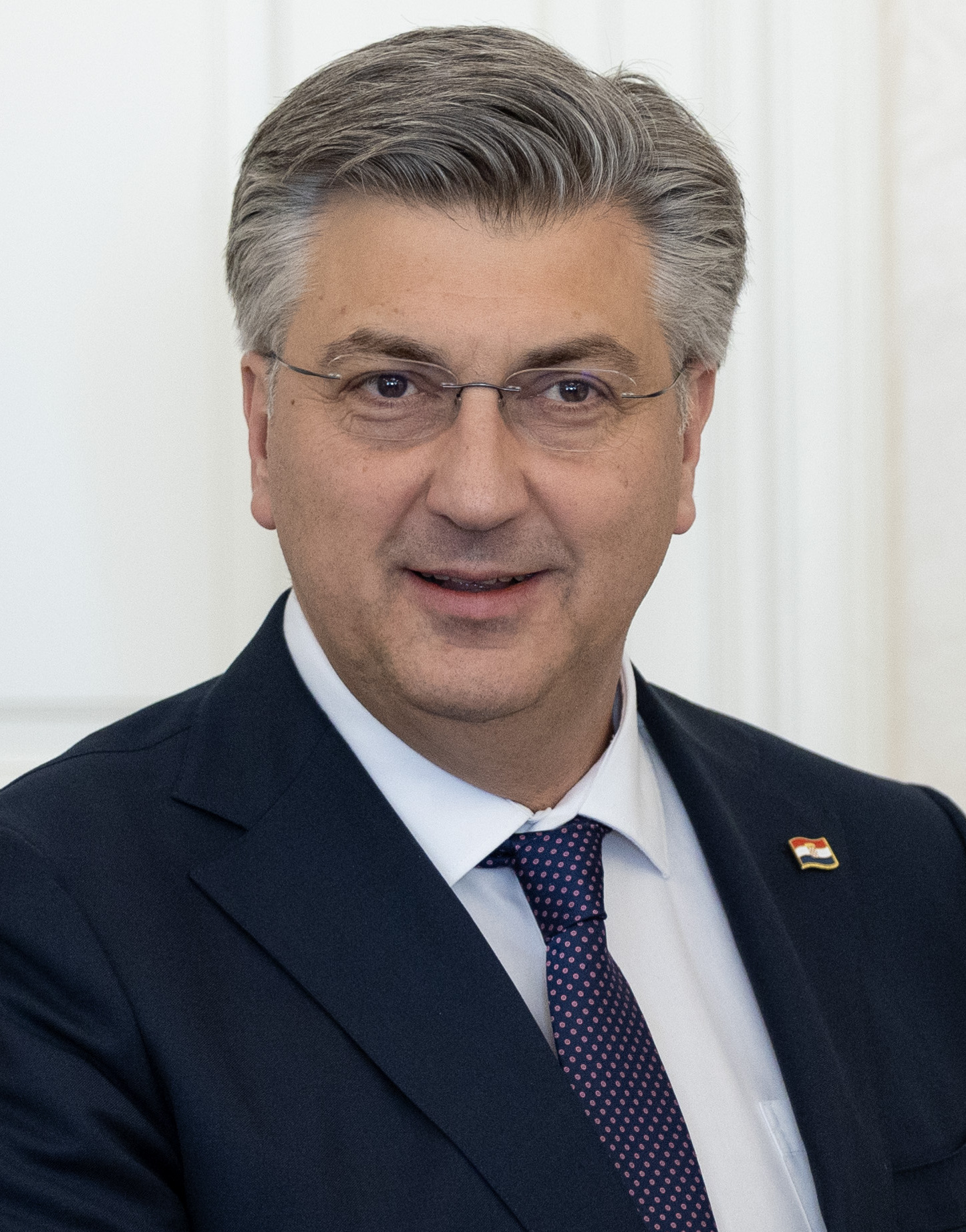
Andrej Plenković 2016-présent